# Den onda dockan 2
Den onda dockan 2, originaltitel Child's Play 2: Chucky's Back, är en amerikansk skräckfilm från 1990 med Catherine Hicks och Alex Vincent i huvudrollerna.

## Handling
Två år efter att Barclay-familjen och kommissarie Mike Norris lyckades döda mördardockan Chucky har ``mördardockan´´ blivit återuppbyggd av leksaksföretaget Play Pals för att bevisa att det inte är något fel med dockorna. Andys historia om att Chucky har mördat ett antal personer har fått företaget att lida stora ekonomiska förluster. En av männen som jobbar på den nya Chucky-dockan blir dödad i en elchock och för att mörklägga hela olyckan ber företagsledaren Mr Sullivan sin assistent Mattson att göra sig av med Chucky.
Under tiden är Andy på ett fosterhem efter att hans mamma har blivit skickad till ett mentalsjukhus på grund av historien med Chucky. Han blir adopterad av Phil och Joanne Simpson. I sitt nya hem träffar han och blir vän med sin fostersyster Kyle.
På kvällen stannar Mattson vid en spritaffär, och då passar den återuppståndne Chucky på att ringa Grace som är chef för Andys fosterhem. Han ljuger om att han är en av Andys släktingar, för att kunna få adressen till hans nya hem. Chucky kapar sedan bilen och tvingar Mattson att köra till Andys hem samtidigt som han håller en pistol för att skrämma honom. När de är framme stryper han Mattson med en plastpåse.
När Chucky kommer in i huset råkar han aktivera Tommy, en annan Good-Guy docka, och slår sönder honom med Joannes statyängel. Han begraver sedan dockan i trädgården och tar platsen som Tommy. Phil straffar barnen med utegångsförbud i tron att de förstörde statyn. Efter att Andy har tillbringat dagen med Kyle väntar Chucky på mörkrets inbrott och binder Andy vid hans säng och påbörjar ritualen för att ta hans kropp i besittning. Men han blir avbruten av Kyle, som smög ut ur huset och klättrar in genom Andys fönster. Andy säger att Chucky band fast honom och Phil tar dockan och slänger den i källaren.
Nästa dag liftar Chucky med Andys buss till skolan. Andys lärare Miss Kettlewell hittar ett fult ord som Chucky skrivit på Andys arbetsblad. I tron att Andy gjort det beordrar hon Andy att stanna i klassrummet och låser in Chucky i garderoben. Andy lyckas fly genom fönstret och Chucky slår Kettlewell till döds med en trälinjal. När Andy säger att Chucky gör så att han får problem överväger Phil att skicka honom till fosterhemmet igen. 
Samma kväll försöker Andy döda Chucky med en elsåg men Chucky hoppar på honom. När Phil går ner för att reda ut situationen lägger Chucky krokben för Phil och han ramlar nerför trappan och bryter nacken och dör. Joanne tror att Andy dödade honom och skickar honom till fosterhemmet. Senare upptäcker Kyle den begravda dockan i trädgården och inser att Andy talade sanning och rusar in i huset och hittar Joanne död med halsen avskuren. Chucky attackerar Kyle och tvingar henne att köra till fosterhemmet. Där, i ett falskt alarm dödar Chucky Grace och beordrar Andy att åka till Play Pals-fabriken för att besitta hans kropp. 
Kyle följer Andy och Chucky till fabriken. Efter att har slagit Andy medvetslös misslyckas Chucky med att ta Andys kropp i besittning, eftersom han har varit för länge i dockans kropp. Chucky bestämmer sig för att döda både Andy och Kyle men i jakten förlorar han sin ena hand och ersätter den med sin kniv. Chucky dödar en arbetare på fabriken. Kyle och Andy lyckas göra så att Chucky förlorar sina båda ben men han följer fortfarande efter dem. De häller kokhet smält plast över honom och sätter sedan en luftslang i Chuckys mun som gör att hans huvud exploderar, vilket slutligen dödar honom. 
Andy och Kyle går ut ur fabriken för att bege sig hem. Andy frågar var hemmet ligger och Kyle svarar att hon har ingen aning. 

## Tagline
- Sorry Jack... Chucky's back!

## Om filmen
Filmen regisserades av John Lafia och är 84 minuter lång. Detta är den andra delen i en serie som påbörjades om dockan Chucky och hans försök till att återfå en mänsklig kropp. Denna film har gjort ett genrebyte från att vara en renodlad skräckfilm till att innehålla mer komiska inslag.

### Övriga filmer i serien
- Den onda dockan (1988)
- Den onda dockan 3 (1991)
- Bride of Chucky (1998)
- Seed of Chucky (2004)
- Chucky (2009)

## Rollista (i urval)
- Brad Dourif - Charles Lee Ray/Chucky
- Jenny Agutter - Joanne Simpson
- Alex Vincent - Andy Barclay